# Puerto Moral
Puerto Moral es un municipio español de la provincia de Huelva, Andalucía. El municipio cuenta con una población de 280 habitantes (INE 2024). Su extensión superficial es de 20 km² y tiene una densidad de 13,1 hab/km². Sus coordenadas geográficas son 37° 53′ N, 6° 28′ O. Se encuentra situada a una altitud de 518 metros y a 119 kilómetros de la capital de provincia, Huelva.

## Demografía
Puerto Moral cuenta con una población de 280 habitantes (INE 2024).
| Gráfica de evolución demográfica de Puerto Moral entre 1842 y 2021                                                  |
| |
| Población de derecho según los censos de población del INE Población de hecho según los censos de población del INE |

| 242                       | 251 | 254 | 250 | 254 | 259 | 258 | 262 | 277 | 292 | 281 |
| (Fuente: INE [Consultar]) |     |     |     |     |     |     |     |     |     |     |

## Patrimonio
- Iglesia de San Pedro y San Pablo. Situada en la plaza de la Libertad y declarada Bien de Interés Cultural, con categoría de Monumento, por la Consejería de Cultura de la Junta de Andalucía en 2007.[3][4]
- Ermita de San Salvador (privada). Ubicada en la finca San Salvador.